# Unimog U2010

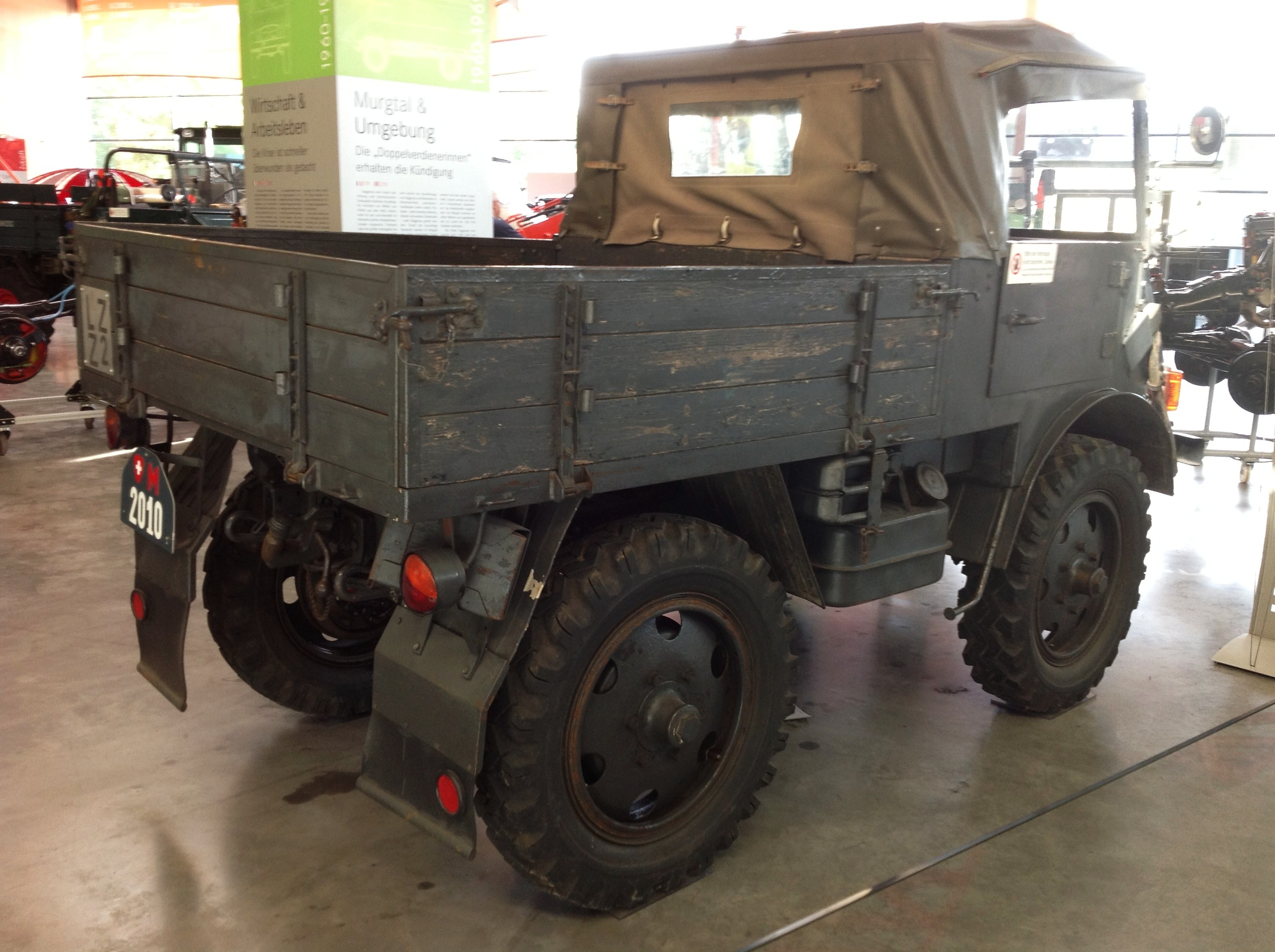
Achteraanzicht U2010

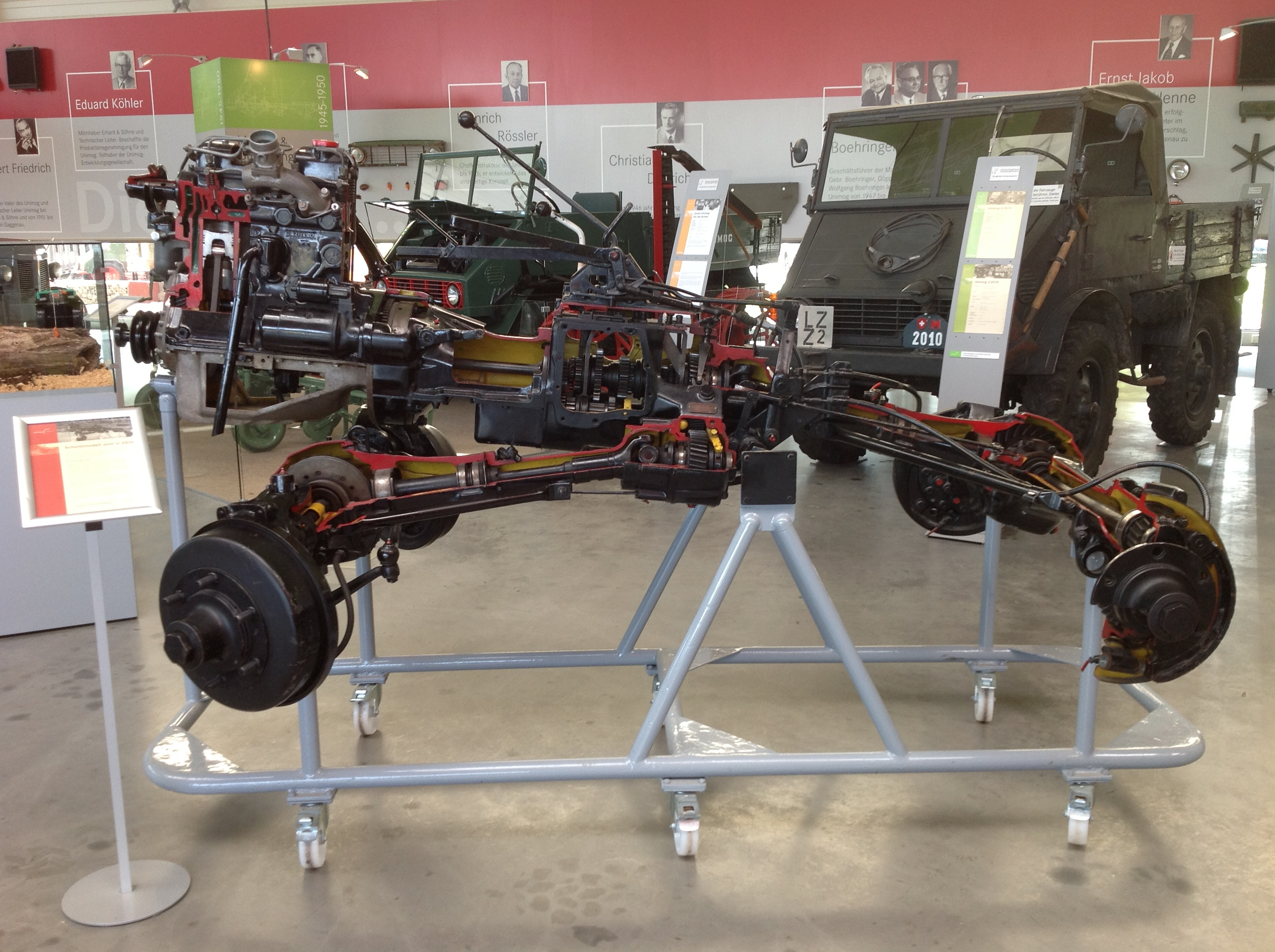
Chassis U2010 voor trainingsdoeleinden

De Unimog U2010 was een licht terreinvoertuig. Het werd gemaakt door Unimog, een dochteronderneming van Mercedes-Benz in het Duitse Gaggenau. Het werd vooral gebruikt in de land- en bosbouw, maar ook het leger toonde interesse. Het was in productie van 1951 tot 1953 en circa 5.800 exemplaren zijn er van gemaakt.

## Beschrijving
Na de Tweede Wereldoorlog werd met de ontwikkeling van Unimog voertuigen een start gemaakt. Duitsland was beperkt in de productie voor militaire doeleinden en de fabriek richtte zich op klanten actief in de land- en bosbouw. In 1950-51 was het Franse leger een van de eerste militaire klanten en bestelde 400 stuks om in de Franse zone in Duitsland te gebruiken.
Het voertuig had een klassieke opbouw. Vooraan de bestuurderscabine en motor en het achterste deel gereserveerd voor lading. De motor was een viercilinder dieselmotor, type OM 636, met een cilinderinhoud van 1.767 cc. Het vermogen was 25 pk (18 kW), bij 2.350 toeren per minuut. De versnellingsbak telde zes versnellingen voor- en twee achteruit. De eerste twee versnellingen vooruit werden vooral in het terrein gebruikt en de overige vier op de weg. Alle wielen van het voertuig werden aangedreven. De maximale snelheid was 50 km/u. In totaal zijn er zo’n 5.800 exemplaren gemaakt.

## Inzet Zwitserland
In 1948 maakte het Zwitserse leger kennis met de Unimogs. Na een beproeving plaatste het leger diverse orders voor in totaal 540 exemplaren die vanaf 1950 werden geleverd.
Vanaf 1954 werden licht aangepaste versies van de U2010 geleverd, deze voertuigen kregen de militaire aanduiding Unimog D 401 Lieferw 1 t gl 4x4. De toegestane last was 1 ton en verder kon een aanhangwagen worden meegenomen met een maximaal gewicht van 2,4 ton. Het voertuig was uitgerust met een lier met een trekkracht van 2,5 ton; de kabellengte was zo’n 60 meter. De tank had een inhoud van 40 liter dieselolie.
In Zwitserland kreeg het voertuig de bijnaam Dieseli.